# Xã Greenbrier, Quận Greene, Iowa
Xã Greenbrier (tiếng Anh: Greenbrier Township) là một xã thuộc quận Greene, tiểu bang Iowa, Hoa Kỳ. Năm 2010, dân số của xã này là 129 người.